# Зарінджа
Зарінджа (вірм. Զարինջա) — село в марзі Арагацотн, на заході Вірменії. Село розташоване за 21 км на північний захід від міста Талін, за 17 км на південний захід від міста Маралік сусіднього марзу Ширак, за 2 км на північний схід від села Цамакасар, за 9 км на захід від села Мастара та за 5 км на південний захід від села Дзітанков сусіднього марзу Ширак. В селі є церква Сурб Хач, збудована у VII столітті, що була перебудована у X столітті.